# دوبکوویتسه
دوبکوویتسه (به چکی: Dobkovice) یک منطقهٔ مسکونی در جمهوری چک است که در ناحیه دیتشین واقع شده‌است. دوبکوویتسه ۵٫۷۵ کیلومتر مربع مساحت و ۶۵۹ نفر جمعیت دارد و ۱۵۰ متر بالاتر از سطح دریا واقع شده‌است.